# Erythritol
Erythritol je organická sloučenina, cukerný alkohol (nebo polyol), používaný jako potravinářská přísada a náhražka cukru s označením E968. Přirozeně se vyskytuje v ovoci, zelenině a některých fermentovaných nápojích a potravinách, například ve vínu, pivu či sýrech. Lze jej vyrobit též z kukuřice pomocí enzymů a fermentace. Jeho vzorec je C4H10O4.
Erythritol odpovídá 60–70 % sladivosti sacharózy (stolní cukr), přesto je téměř zcela nekalorický a neovlivňuje krevní cukr ani nezpůsobuje zubní kaz. Obsahuje pouze 0,2 kcal na gram, nemá žádný vliv na hladinu krevního cukru nebo krevního inzulínu, a proto se může stát účinnou náhradou cukru pro diabetiky.
V malých dávkách erythritol normálně nemá projímavé účinky ani nezpůsobuje plynatost nebo nadýmání, jak se často vyskytuje po konzumaci jiných cukerných alkoholů, jako je maltitol, sorbitol, xylitol a laktitol. Od roku 1990 je erythritol bezpečně používán jako sladidlo a zvýrazňovač chuti v potravinách a nápojích a je schválen pro použití vládními regulačními agenturami ve více než 60 zemích, od roku 2015 včetně zemí EU.
Nejčastěji se s ním lze setkat v nízkokalorických potravinách či potravinách se sníženým obsahem cukru, mohou to být nejrůznější sladkosti, cukrovinky, pekárenské a mléčné výrobky, zmrzlina i nealkoholické nápoje.
V roce 2023 upozozornila studie Cleveland Clinic’s Center v Ohiu na možnost zvýšení krevní srážlivosti a rizika infarktu.
Potvrzují to i nové studie v Rusku, zejména tam, kde potraviny obsahují této substance vyšší koncentrace (např. Coca Cola "bez cukru").